# Medaille van het Koninklijk Nederlands Meteorologisch Instituut
Het Koninklijk Nederlands Meteorologisch Instituut reikt al sinds 1870 iedere twee jaar medailles uit aan officieren en gezagvoerders van Nederlandse schepen van de koopvaardij die door het verzamelen en verstrekken van scheepswaarnemingen over het weer het werk van het KNMI ondersteunen.
De huidige Medaille van het Koninklijk Nederlands Meteorologisch Instituut wordt in zilver of goud toegekend.
In de eerste jaren van het in 1854 opgerichte KNMI waren er nog geen medailles, men liet het belonen van medewerking aan weeronderzoek over aan de Koninklijke Nederlandsche zeil- en roeivereniging te Amsterdam. Deze vereniging loofde een zeevaartkundig instrument of boekwerk ter waarde van
tweehonderd gulden uit voor de meest verdienstelijke gezagvoerder van de Nederlandsche Koopvaardijvloot. De scheepsjournalen van deze gezagvoerders werden aan het Koninklijk Nederlands Meteorologisch Instituut geleverd en daar beoordeeld.
In 1870 nam het KNMI de taak om te belonen voor de onbezoldigde medewerking over en werden medailles aangemaakt.
Bij Koninklijk Besluit van 30 januari 1905 werd een wijziging in deze regeling ingevoerd: voortaan was de Minister van Waterstaat gemachtigd stuurlieden van schepen in de grote Handelsvaart een beloning toe te kennen wegens hun aandeel in het meteorologisch werk op zee. Het betreft hier beloningen in de vorm van binocles, barometers, boekwerken en dergelijke.
Tegenwoordig krijgen kapiteins "uit erkentelijkheid voor bijzondere verdiensten" een Koninklijke onderscheiding bestaande uit een zilveren of gouden medaille met daarbij een oorkonde. Voor stuurlieden is er een barometer voor "verdienstelijke medewerking". Officieren van de Koninklijke Marine vallen buiten deze regeling maar er zijn wél plaquettes voor op marineschepen die meewerken aan het verzamelen van meteorologische data.
De scheepswaarnemingen zijn ook in het ruimtevaarttijdperk onmisbaar om de satellietgegevens te kunnen kalibreren.In 2006 werden door de Staatssecretaris van Verkeer 47 medailles en barometers uitgereikt.
Deze koninklijke onderscheiding heeft de vorm van een zilveren of gouden legpenning in een houten kist. Er is geen lint aan verbonden en de gedecoreerden kunnen geen baton op hun uniform aanbrengen.

## DeBuijs Ballot-medaillevan het Koninklijk Nederlands Meteorologisch Instituut.
De naar Christophorus Buys Ballot genoemde medaille van het Koninklijk Nederlands Meteorologisch Instituut is een prijs die iedere tien jaar aan een zeer verdienstelijk wetenschapper wordt uitgereikt. Het is geen onderscheiding zoals de Medaille van het Koninklijk Nederlands Meteorologisch Instituut dat is.
De Buijs Ballot-medaille is van goud en binnen de wereld van de meteorologen zeer in aanzien.